# 초신성 플래시맨의 에피소드 목록
아래는 일본 토에이의 10번째 슈퍼 전대 시리즈인  《초신성 플래시맨》의 에피소드 일람이다.
| 방송일     | 화수 | 부제 (서브 타이틀)            | 등장 괴수                             | 스태프                                    |
| ---------- | ---- | ----------------------------- | ------------------------------------- | ----------------------------------------- |
| 1986/03/01 | 1    | 서둘러라! 지구를 구하라       | 쟈 바라보스                           | 감독-호리 나가부미 각본-소다 히로히사     |
| 1986/03/08 | 2    | 봤느냐! 거대 로봇             | 쟈 즈르르크 크라겐                    | 감독-호리 나가부미 각본-소다 히로히사     |
| 1986/03/15 | 3    | 숙적? 헌터!                   | 쟈 쟈이모스 에일리언 헌터             | 감독-야마다 미노루 각본-소다 히로히사     |
| 1986/03/22 | 4    | 마그는 천재 로봇?!            | 쟈 기라이                             | 감독-도조 쇼헤이 각본-소다 히로히사       |
| 1986/03/29 | 5    | 여전사를 조심하라!            | 쟈 겔졸                               | 감독-도조 쇼헤이 각본-소다 히로히사       |
| 1986/04/05 | 6    | 울부짖어라! 머신              | 쟈 사이쟈 이상식물                    | 감독-야마다 미노루 각본-소다 히로히사     |
| 1986/04/12 | 7    | 풍선이여 무기가 되어라        | 쟈 가리부루                           | 감독-야마다 미노루 각본-후지이 구니오     |
| 1986/04/19 | 8    | 아버지! 어머니! 여동생아      | 쟈 지겐                               | 감독-나가이시 다카오 각본-소다 히로히사   |
| 1986/04/26 | 9    | 시간을 달리는 박사            | 쟈 지겐 (강화재생)                    | 감독-나가이시 다카오 각본-소다 히로히사   |
| 1986/05/03 | 10   | 깨부숴라! 꽃집 소녀의 함정    | 쟈 가루바리 거대식물                  | 감독-도조 쇼헤이 각본-후지이 구니오       |
| 1986/05/10 | 11   | 루는 수전사의 엄마            | 쟈 파워부루                           | 감독-도조 쇼헤이 각본-소다 히로히사       |
| 1986/05/17 | 12   | 초파워! 원더                  | 쟈 기르기스                           | 감독-야마다 미노루 각본-소다 히로히사     |
| 1986/05/24 | 13   | 격투! 위기의 진               | 쟈 지루갈                             | 감독-야마다 미노루 각본-후지이 구니오     |
| 1986/05/31 | 14   | 사랑? 붕과 불량소녀           | 쟈 마시라스                           | 감독-나가이시 다카오 각본-이노우에 도시키 |
| 1986/06/07 | 15   | 거대로봇 파괴되다             | 쟈 즈콘다(A, B)                       | 감독-나가이시 다카오 각본-소다 히로히사   |
| 1986/06/14 | 16   | 인간 미니미니 작전            | 사 카우라 자 즈콘다분신술             | 감독-토죠 쇼헤이 각본-소다 히로히사       |
| 1986/06/21 | 17   | 수수께끼의 거대 폭주차!       | 쟈 지라이카                           | 감독-토죠 쇼헤이 각본-소다 히로히사       |
| 1986/06/28 | 18   | 대역전! 변신 로봇             | 쟈 지라이카                           | 감독-야마다 미노루 각본-소다 히로히사     |
| 1986/07/05 | 19   | 바라키 결사의 전언            | 쟈 드레이크                           | 감독-야마다 미노루 각본-소다 히로히사     |
| 1986/07/12 | 20   | 부활! 거대 로봇!              | 쟈 부루쟈스                           | 감독-나가이시 다카오 각본-후지이 구니오   |
| 1986/07/26 | 21   | 슬픔의 사라                   | 쟈 조바루다 (미란)                    | 감독-나가이시 다카오 각본-시마다 미치루   |
| 1986/08/02 | 22   | SOS! 불사조                   | 쟈 아르고스 불사조                    | 감독-도조 쇼헤이 각본-후지이 구니오       |
| 1986/08/09 | 23   | 부탁해 두근두근               | 쟈 넨지키                             | 감독-야마다 미노루 각본-소다 히로히사     |
| 1986/08/16 | 24   | 오컬트 여름방학               | 유령 쟈 즈콘다                        | 감독-나가이시 다카오 각본-소다 히로히사   |
| 1986/08/23 | 25   | 서둘러라 진 합체불능          | 쟈 다피라스                           | 감독-야마다 미노루 각본-데루이 게이지     |
| 1986/08/30 | 26   | 우주 호박 요리                | 쟈 그루메스                           | 감독-도조 쇼헤이 각본-소다 히로히사       |
| 1986/09/06 | 27   | 다이 우정의 펀치              | 쟈 쟈간                               | 감독-나가이시 다카오 각본-이노우에 도시키 |
| 1986/09/13 | 28   | 장절! 화염의 가르스           | 레이 가르스 에너지 플라워             | 감독-도조 쇼헤이 각본-소다 히로히사       |
| 1986/09/20 | 29   | 요수사 원더라                 | 쟈 소도스 요수사 원더라 (레이 원더라) | 감독-도조 쇼헤이 각본-소다 히로히사       |
| 1986/09/27 | 30   | 괴기 네펠라                   | 쟈 간멜 요수사 네펠라 (레이 네펠)     | 감독-야마다 미노루 각본-소다 히로히사     |
| 1986/10/04 | 31   | 사라졌다! 5명의 파워          | 쟈 고스테로                           | 감독-야마다 미노루 각본-소다 히로히사     |
| 1986/10/11 | 32   | 좋아 좋아 마그 좋아           | 쟈 비논                               | 감독-나가이시 타카오 각본-소다 히로히사   |
| 1986/10/18 | 33   | 아빠는 지지 않아!             | 쟈 우르키르                           | 감독-도조 쇼헤이 각본-소다 히로히사       |
| 1986/10/25 | 34   | 격류에 사라진 붕              | 쟈 마자라스                           | 감독-야마다 미노루 각본-후지이 구니오     |
| 1986/11/01 | 35   | 별하늘의 듀엣                 | 쟈 가라바스                           | 감독-도조 쇼헤이 각본-이노우에 도시키     |
| 1986/11/08 | 36   | 독가스를 뿜는 불가사의한 벌레 | 쟈 메타가스 메타가스 벌레             | 감독-야마다 미노루 각본-소다 히로히사     |
| 1986/11/15 | 37   | 유령의 첫사랑                 | 쟈 데빌부                             | 감독-나가이시 다카오 각본-후지이 구니오   |
| 1986/11/22 | 38   | 진이 죽는 날?                 | 쟈 제라길                             | 감독-나가이시 다카오 각본-이노우에 도시키 |
| 1986/11/29 | 39   | 불타라 분노의 사라            | 쟈 메논가                             | 감독-야마다 미노루 각본-소다 히로히사     |
| 1986/12/06 | 40   | 처형도시 XX(더블 엑스) 작전   | 쟈 제겔 시벨                          | 감독・각본-나가이시 다카오                |
| 1986/12/13 | 41   | 아이가 된 다이                | 쟈 브크로스                           | 감독-도조 쇼헤이 각본-소다 히로히사       |
| 1986/12/20 | 42   | 울지 마라! 여전사여           | 쟈 데스콘                             | 감독-도조 쇼헤이 각본-소다 히로히사       |
| 1986/12/27 | 43   | 카우라의 반역                 | 쟈 기탄                               | 감독-나가이시 다카오 각본-소다 히로히사   |
| 1987/01/10 | 44   | 데우스 수전사 출현            | 쟈 타프모스                           | 감독-도조 쇼헤이 각본-소다 히로히사       |
| 1987/01/17 | 45   | 전사여, 지구를 떠나라         | 쟈 키르트스                           | 감독-도조 쇼헤이 각본-소다 히로히사       |
| 1987/01/24 | 46   | 단 20일의 생명!!              | 쟈 네후루스                           | 감독-나가이시 다카오 각본-소다 히로히사   |
| 1987/01/31 | 47   | 원더! 죽음의 절규             | 자 원다르                             | 감독-나가이시 다카오 각본-소다 히로히사   |
| 1987/02/07 | 48   | 카우라의 최후!!               | 쟈 가르데스 사 카우라                 | 감독-도조 쇼헤이 각본-소다 히로히사       |
| 1987/02/14 | 49   | 역습, 라 데우스               | 쟈 데우스라 대제 라 데우스            | 감독-도조 쇼헤이 각본-소다 히로히사       |
| 1987/02/21 | 50   | 안녕! 고향의 별 (최종회)      | 쟈 데모스 대박사 리 케프렌 레이 네펠  | 감독-도조 쇼헤이 각본-소다 히로히사       |